# プロップサイクル
「プロップサイクル」（PROP CYCLE）はナムコ（後のバンダイナムコゲームス）が1996年7月に制作・販売したアーケードゲーム。自転車型の筐体にまたがり、ペダルをこぐことで人力飛行機「ラペロプター」を飛ばす体感ゲームである。

## 概要
プレイヤーはラペロプターを操作してフィールドに配置された風船に体当たりをし、割ることにより点数を得るのがゲームの目的。制限時間が決められていて、その時間内に獲得できた点数が成績になる。また、中には制限時間を増やす風船（点滅している）も存在する。各風船を割ることによって獲得できる得点（または増やせる制限時間）は風船自体に書かれている。

### 筐体
本ゲームの筐体のプレイヤーが跨る部分は健康用品のエアロバイクの様な形状をしている。ハンドルは前後左右に可動し、前に倒すとラペロプターの下降、後ろに倒すと上昇、左右はそれぞれの方向への旋回に用いる。ペダルを漕げば漕ぐほどラペロプターは加速する。
筐体は50インチリアプロジェクションモニタを備えたDXタイプと、29インチブラウン管モニターを備えたSDタイプがある。いずれの筐体もモニター下に「風体感装置」と称する送風ファンを２個備えており、ゲーム中プレイヤーに風を吹き付ける。DXタイプはプレイヤーの操作に合わせてバイク部分が前後左右に揺動する。

### 2つのモード
本ゲームは2つのゲームモードがあり、プレイヤーはいずれか1つのモードを選んでゲームを開始する。
- 初級（ポイントアタックモード）

3つのフィールドから好みの1つを選択し、制限時間内に獲得できた点数を競う。
- 上級（ストーリーモード）

全4ステージ構成。まずは初級と同じように3つのフィールドから1つを選択してプレイする。フィールド内の全ての得点を得られる風船を割るか（時間を増やす風船は割る必要はない）制限時間終了時に規定点数を超えていればステージクリアとなり、再度選択画面に戻って次のフィールドに挑戦できる（1度クリアしたフィールドは再選択できない）。なお、すべての風船を割ってクリアした場合はタイムボーナスとパーフェクトボーナスも加算される。
コンティニューが可能で、その場合は規定点数が下がり易しくなる。
3つ全てのフィールドをクリアすると浮遊大地ソリターという最終ステージに挑戦する事ができる。このステージの挑戦権は一回限りでコンティニュー不可であり、フィールド内に浮かぶ赤い玉（ストーリーでは、風船はこれを模したものとされている）を制限時間内に全て割ることができればゲームクリアとなるが、1つでも残してしまうとゲームオーバーとなる。なお、このステージにおいては赤い玉に得点は書かれておらず（得点上はすべて300点として計算される）、また制限時間を増やす玉は登場しない。

### フィールド紹介
本ゲームのプレイフィールドは次の通り。なお、ターゲットである風船や赤い玉の位置は固定パターン、もしくはいくつかのパターンから一つが自動的に選択されるため、位置を覚えて攻略することが可能である。
- クリフロック

渓谷から滝の流れ落ちる広場へと繋がる、比較的広い空間の多いフィールド。
- ウインドウッズ

行動が制限される狭い洞窟を抜け、夜の広場へと繋がるフィールド。
- インダスターン

行き止まりのある洞窟や崖に囲まれた狭い空間、通路が多数存在する比較的難易度の高いフィールド。また、背景として点在するある種の遺構により、このゲームのバックストーリーが示唆されるフィールドでもある。
- 浮遊大地ソリター

前述の通り、上級モードの最終ステージ専用フィールドであり選択は不可。

## 関連作品
- プロップサイクル Ride the wind

2003年11月12日にボーダフォンライブ!向けに配信された。開発は電遊社。時間内に風船を割るというゲーム内容はそのままに、グラフィックは2Dとなっている。
- 極限度胸試し ハネチャリ

2017年7月14日にVR ZONE Project i Can向けのVRアクティビティとして設置された。自転車型の筐体で人力飛行機を操作して大自然や遺跡を飛行するという基本的な内容は共通しているが、ペダルを漕ぐ・止める で上昇下降を行い、ハンドル操作で前進するというプロップサイクルとは異なる操作性となっている。ハネチャリのプロデュースを担当したバンダイナムコエンターテインメントの齊田一統によると、「20年前に作られた自転車型筐体アーケードゲームプロップサイクルをVRでやったらどうか」ということから最初の着想を得たとのこと。また、VR ZONE SHINJUKU閉業後MAZARIAに移設された際には、待機列のBGMとしてプロップサイクルの「Cliff Rock」が流れていた。

## 超次元タイムボンバー
ゲームセンターでは一人プレイ専用であったが、当時ナムコが番組アトラクションへの技術協力をしていたテレビ朝日のバラエティ番組『超次元タイムボンバー』では、2人乗りができる等、プロップサイクルに番組オリジナルの改造が加えられた筐体でゲームに挑む「フライングハイ」というコーナーがあった。
前に座るプレイヤーが操舵を行い、後ろに座るプレイヤーがペダルをこぐ。壁などに激突すると後ろのプレイヤーにペナルティとして、ボンバーグローブと呼ばれる着用している手袋に電気ショックが与えられる。また、風船の中にはドクロ風船が混じっていて、割ってしまうとゲームオーバーとなり風船を一個も割れなかった扱いになる。ドクロ風船は一定の距離まで近づくと突如としてプレイヤーにドクロの面を見せるのでそこから上手く回避が出来るかどうかが腕の見せ所だった。
その後、一部の店頭のプロップサイクルでも、番組と同じステージがプレイできるバージョンアップ版が稼動した。